# Калмон
Калмон (порт. Calmon) — муниципалитет в Бразилии, входит в штат Санта-Катарина. Составная часть мезорегиона Запад штата Санта-Катарина. Входит в экономико-статистический микрорегион Жоасаба. Население составляет 4069 человек на 2006 год. Занимает площадь 639,528 км². Плотность населения — 6,4 чел./км².
Праздник города — 9 января.

## Статистика
- Валовой внутренний продукт на 2003 составляет 23.413.425,00 реалов (данные: Бразильский институт географии и статистики).
- Валовой внутренний продукт на душу населения на 2003 составляет 6.172,80 реалов (данные: Бразильский институт географии и статистики).
- Индекс развития человеческого потенциала на 2000 составляет 0,700 (данные: Программа развития ООН).